# Liste des villes du Cap-Vert
Au Cap-Vert, le statut de « ville » (cidade) est défini par une loi de 2010. En 2012 le pays compte 24 cidades, soit les 22 sièges de municipalités, auxquels s'ajoutent deux localités distinguées en tant que centres touristiques significatifs (Santa Maria et Ribeira Grande). Les villes de rang inférieur par leur nombre d'électeurs et leurs infrastructures sont des vilas.

## Villes duCap-Vertde plus de 5 000 habitants

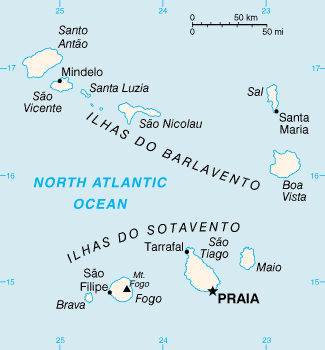
Carte du Cap vert

| Rang | Ville                 | Population | Population | Population | Population | Municipalité          |
| Rang | Ville                 | Cens. 1990 | Cens. 2000 | Cal. 2005  | Cens. 2010 | Municipalité          |
| 1.   | Praia                 | 61 644     | 94 757     | 113 364    | 127 832    | Praia                 |
| 2.   | Mindelo               | 47 109     | 62 970     | 70 611     | 70 432     | São Vicente           |
| 3.   | Santa Maria           | 1 343      | 13 220     | 17 231     | 25 630     | Sal                   |
| 4.   | Assomada              | 3 414      | 7 095      | 7 927      | 12 037     | Santa Catarina        |
| 5.   | Porto Novo            | 4 867      | 5 532      | 5 580      | 9 430      | Porto Novo            |
| 6.   | Pedra Badejo          | 5 302      | 8 492      | 9 488      | 9 343      | Santa Cruz            |
| 7.   | São Filipe            | 5 616      | 7 984      | 8 189      | 8 143      | São Filipe            |
| 8.   | Tarrafal              | 3 626      | 5 785      | 6 463      | 6 182      | Tarrafal              |
| 9.   | Espargos              | 5 578      | 5456       | 6 173      | ?          | Sal                   |
| 10.  | Calheta de São Miguel | k.A.       | 4 884      | 5 457      | 4 225      | São Miguel            |
| 11.  | Vila do Maio          | 1 573      | 2 673      | 3 009      | 2 982      | Maio                  |
| 12.  | Ribeira Brava         | 1 899      | 5 456      | 5 324      | 1 887      | Ribeira Brava         |
| 13.  | Picos                 | 3 414      | 1 143      | 3 771      | 1 406      | São Salvador do Mundo |